# Alex Pietrangelo
Alex Pietrangelo (ur. 18 stycznia 1990 w King City, Ontario) – kanadyjski hokeista, reprezentant Kanady, olimpijczyk.
Jego stryj Frank (ur. 1963) także był hokeistą.

## Kariera klubowa
- Toronto Jr. Canadi. Mn Mdgt AAA (2005-2006)
- Mississauga IceDogs (2006-2007)
- Niagara IceDogs (2007-2009)
- St. Louis Blues (2008-2020)
  -  Peoria Rivermen (2009)
  -  Barrie Colts (2009-2010)
- Vegas Golden Knights (2020-)

Wychowanek klubu Nobleking Knights. Od 2006 przez cztery sezony występował w barwach w juniorskich rozgrywkach OHL. W drafcie NHL z 2008 został wybrany przez St. Louis Blues. W zespole zadebiutował w NHL 10 października 2008 i rozegrał kilka meczów w sezonie 2008/2009. Podobnie było rok później, zaś przez dwa te sezony występował nadal w lidze OHL. Na stałe w St. Louis Blues i NHL grał od sezonu NHL (2010/2011). We wrześniu 2013 przedłużył kontrakt z klubem o siedem lat. W październiku 2020 przeszedł do Vegas Golden Knights, podpisując siedmioletni kontrakt.

## Kariera reprezentacyjna
Został reprezentantem Kanady. Występował w kadrze juniorskiej kraju na mistrzostwach świata do lat 20 w 2009, 2010. Podczas mistrzostw 2010 został wybrany najlepszym obrońcą turnieju. W kadrze seniorskiej uczestniczył w turniejach mistrzostw świata 2011, zimowych igrzysk olimpijskich 2014, Pucharu Świata 2016.

## Sukcesy

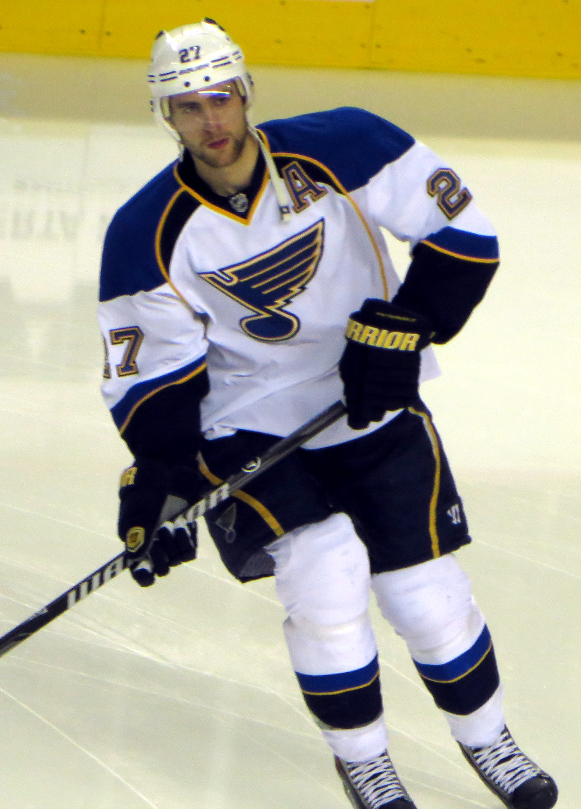
Alex Pietrangelo w barwach St. Louis Blues (2014)

Reprezentacyjne
- Złoty medal mistrzostw świata juniorów do lat 20: 2009
- Srebrny medal mistrzostw świata juniorów do lat 20: 2010
- Złoty medal zimowych igrzysk olimpijskich: 2014
- Puchar Świata: 2016

Klubowe
- Emms Trophy: 2010 z Barrie Colts
- Bobby Orr Trophy: 2010 z Barrie Colts
- Hamilton Spectator Trophy: 2010 z Barrie Colts
- Mistrzostwo dywizji NHL: 2012 z St. Louis Blues
- Puchar Stanleya: 2019 z St. Louis Blues

Indywidualne
- OHL I CHL 2006/2007:
  - Pierwszy skład gwiazd pierwszoroczniaków
  - Trzeci skład gwiazd OHL
  - skład gwiazd pierwszoroczniaków CHL
- OHL I CHL 2007/2008:
  - Trzeci skład gwiazd OHL
  - CHL Top Prospects Game
- OHL I CHL 2008/2009:
  - Trzeci skład gwiazd OHL
- OHL I CHL 2009/2010:
  - Mecz gwiazd OHL
  - Trzeci skład gwiazd OHL
- Mistrzostwa Świata Juniorów w Hokeju na Lodzie 2010/Elita:
  - Pierwsze miejsce w klasyfikacji strzelców wśród obrońców turnieju: 3 gole
  - Pierwsze miejsce w klasyfikacji asystentów wśród obrońców turnieju: 9 asyst
  - Drugie miejsce w klasyfikacji kanadyjskiej wśród obrońców turnieju: 12 punktów
  - Drugie miejsce w klasyfikacji asystentów turnieju: 9 asyst
  - Piąte miejsce w klasyfikacji kanadyjskiej turnieju: 12 punktów
  - Trzecie miejsce w klasyfikacji +/- turnieju: +9
  - Jeden z trzech najlepszych zawodników reprezentacji
  - Skład gwiazd turnieju[4]
  - Najlepszy obrońca turnieju[5]
- Mistrzostwa Świata w Hokeju na Lodzie 2011/Elita:
  - Pierwsze miejsce w klasyfikacji +/- turnieju: +9[6]
  - Drugie miejsce w klasyfikacji kanadyjskiej wśród obrońców turnieju: 5 punktów[7]
  - Jeden z trzech najlepszych zawodników reprezentacji[8]
  - Najlepszy obrońca turnieju[9]
- NHL (2011/2012):
  - Drugi skład gwiazd
- NHL (2017/2018):
  - NHL All-Star Game